# Isla Guadalupe
Isla Guadalupe is een 253,8 km² groot vulkanisch eiland 241 kilometer ten westen van Neder-Californië, Mexico. Het eiland valt onder de gemeente Ensenada, deelstaat Baja California.
Het hoogste punt op Guadalupe is 1300 meter. Het ligt in dezelfde ecoregio als de Kanaaleilanden van Californië. De helft van de dier- en plantensoorten op Guadalupe komen behalve op die Kanaaleilanden nergens anders voor. De Guadalupe-zeebeer plant zich enkel langs de kusten van Guadalupe voort. Ook de Noordelijke zeeolifant en de Californische zeeleeuw komen op het eiland voor. Het eiland staat eveneens bekend als territorium van de grote witte haai en van de warana.
Guadalupe is grotendeels onbewoond, wel zijn er enkele seizoensnederzettingen voor vissers, een weerstation, vestigingen van het Mexicaanse Ministerie van Milieu en een kampement van het Ministerie van Marine. Ook is er een klein vliegveld.